# Gino Windmüller
Gino Windmüller (* 20. Juni 1989) ist ein ehemaliger deutscher Fußballspieler.

## Karriere
Windmüller spielte in seiner Jugend für den Bonner SC und den SV Bergisch Gladbach 09. 2010 wechselte er zur zweiten Mannschaft von Fortuna Düsseldorf, bei der er sich jedoch nicht durchsetzen konnte. Nach Auslaufen seines Vertrages 2011 war er für einige Monate vereinslos, ehe er wieder für SV Bergisch Gladbach spielte. 2012 gelang ihm mit Bergisch Gladbach der Aufstieg in die Regionalliga West. In der Saison 2012/13 erzielte er als Verteidiger zehn Tore, davon sieben per Kopf. Bergisch Gladbach stieg dennoch ab. Zur Saison 2013/14 wechselte Windmüller zum Drittligisten SSV Jahn Regensburg und absolvierte dort 59 Spiele in den kommenden zwei Spielzeiten. Nach dem Abstieg aus der 3. Liga 2014/15 wechselte er in die Regionalliga West zu Rot-Weiss Essen. Mit Essen gewann er 2016 mit einem 3:0-Finalsieg gegen den Wuppertaler SV den Niederrheinpokal. Nach zwei Jahren an der Hafenstraße unterzeichnete Windmüller beim Ligakonkurrenten Wuppertaler SV einen bis zum 30. Juni 2019 gültigen Vertrag. Danach wechselte er zum aus der 3. Liga abgestiegenen VfR Aalen in die Regionalliga Südwest. Nach drei Jahren bei den Aalenern kehrte Windmüller im Sommer 2022 wieder in die Regionalliga West zurück und schloss sich dem Aufsteiger 1. FC Bocholt an. Aufgrund verschiedener Verletzungen bestritt er dort in zwei Jahren nur 22 Ligaspiele, ehe er im Sommer 2024 seine Spielerkarriere beendete.
Gino Windmüller ist der jüngere Bruder von Nina Windmüller, die ebenfalls als Fußballprofi unter anderem beim 1. FC Köln spielte.

## Erfolge
- Niederrheinpokalsieger 2016 mit Rot-Weiss Essen